# 이베라우두 지 제수스 페헤이라
이베라우두 지 제수스 페레이라(포르투갈어: Everaldo de Jesus Pereira, 1980년 2월 19일 ~ )는 카보레라는 이름으로 알려진 브라질 사우바도르 출신의 축구 선수이다. 2007년 K리그의 경남 FC에서 활약할 당시에는 까보레라는 등록명을 사용하였다.

## 축구인 경력

### 클럽 경력
2007년 경남 FC에 입단하면서 K리그에 처음 데뷔했으나 전반기 13경기에서 10골을 기록하며 단독으로 득점순위 1위를 기록했다. 팀 동료 뽀뽀와의 호흡에 바탕을 둔 막강한 공격력으로 경남 FC의 전반기 4위에 크게 기여했다.
특히 2007년 K리그 4월 29일 8라운드 FC 서울 전부터 8월 8일 14라운드 포항 스틸러스와의 경기까지는 7경기 연속 공격포인트를 기록하였다.
2007년 K리그 8월 15일 16라운드 대전 시티즌 전부터 10월 6일 24라운드 광주 상무 불사조와의 경기까지 연속으로 공격포인트를 기록하며, 과거 부산 대우 로얄즈 시절의 라디보예 마니치와 함께 K리그 최다인 9경기 연속으로 공격포인트를 기록했다.
2007년 K리그 득점왕에 오르며 소속팀인 경남 FC를 4위로 이끌고, 6강 플레이오프 포항 스틸러스전에서도 종료 직전에 동점골을 기록하였으나, 무승부로 인해 이어진 승부차기에서 실축하며 비운의 주인공이 되었다.
2008년 시즌을 앞두고 J리그의 FC 도쿄로 이적하였고, 2009년 시즌 도중 카타르 스타스 리그의 알아라비 SC로 이적하였다. 09/10 시즌에서 유니스 마무드와 함께 21 골로 시즌 최다 득점을 하였다.

## 주요 경력
- 2007년 : K리그 득점왕
- 2007년 : K리그 베스트 일레븐(FW)